# 约克大主教
约克大主教（英語：Archbishop of York）是英国国教英格兰圣公会的最高神职人员之一。其地位仅次于坎特伯雷大主教。他管轄著约克教区和约克教省，掌管英格兰北部以及英属曼地群岛事物。依据法律职责，约克大主教同时是英国上议院（贵族院）的成员，同时被尊称为「英格兰大主教」，仅次于坎特伯雷大主教的「全英格兰大主教」称谓。约克大主教的主教座位于约克郡的约克座堂（York Minster）。府邸位于约克郊外。现任（第98任）大主教为葛得萊（Stephen Cottrell）大主教，任期从2020年7月9日开始。

## 历史
约克主教一职从基督教发展的早期时代——中世纪时起便已出现。约克主教出现在阿尔勒和尼西亚议会的活动中。然而，这种早期的基督教社区被撒克逊人以摧毁异教为名而毁灭。
约克教区由保利努斯——奥古斯丁的追随者于公元7世纪建立。早期最著名的约克主教是威尔弗里德（Wilfrid）。早期的主教更多的是履行牧师的常规职责而并非掌管教区教务。公元735年起，埃格伯特（Ecgbert）受到教皇格里高利三世任命建立北部教区。丹麦入侵英格兰时期，坎特伯雷大主教曾代替约克主教偶行权力。诺曼底征服英格兰之后，约克主教开始完全独立地掌管教区事务。